# N-кадгерин
N-кадгерин (нейрональный кадгерин; кадгерин-2, 1-го типа; CDH2, CD325) — мембранный белок, гликопротеин из надсемейства кадгеринов, продукт гена CDH2. Ген был впервые клонирован в 1990 году. 

## Функции
N-кадгерин вместе с E- и P-кадгеринами относится к 1-му типу кадгеринов, кальций-зависимым белкам клеточной адгезии. Они вовлечены в гомофильные взаимодействия, образуя межклеточные контакты. N-кадгерин участвует в механизме нейронального распознавания. В нейронах гиппокампа он может регулировать плотность дендритных шипиков. 

## Структура
N-кадгерин состоит из 747 аминокислот (после созревания), молекулярная масса белковой части — 99,8 кДа. Основной N-концевой участок (565 аминокислот) является внеклеточным, далее расположен единственный трансмембранный фрагмент и внутриклеточный фрагмент (161 аминокислота). Внеклеточный фрагмент включает 5 повторов кадгеринового домена и от 4 до 7 участков N-гликозилирования. Цитозольный фрагмент содержит участок фосфорилирования (по тирозиновому остатку).
Взаимодействует с CDCP1. Обнаружен в комплексе с FGFR4, NCAM1, PLCG1, FRS2, SRC, SHC1, GAP43 и CTTN. Взаимодействует с PCDH8, образуя комплекс, который может содержать TAOK2 и интернализоваться через механизм, опосредованный TAOK2/p38 MAPK.

## См.также
- Кадгерины
- Кластер дифференцировки